# 金門一條根
金門一條根是中華民國金門縣的特產之一，即闊葉大豆（又名「千斤拔」）的根部，為金門原生藥用作物。
古時候在明末清初時，因鄭成功戰守金門的士兵多是中原人，不適海島氣候，造成許多士兵都因此患有風濕、筋骨不適等症狀，直到軍醫得知當地金太武山上居民稱為「一條根」的藥方後，將其炮製煮茶製酒，才解決士兵們的問題。
如今金門已經幾乎沒有野生的一條根了，幾乎全部都是由金門縣政府農試所與農民契作，且每年產量很少。

## 特色
一條根具有平肝、健體止盜汗、強壯等功能。

## 用途
能用於治風濕症、強筋骨、壯身體。
能做泡成藥酒、煮成茶、製成貼布、藥膏、噴劑等日用商品。

## 人工栽種
經金門縣農業試驗推廣之品種為闊葉大豆(Glycine tomentella Hayata.)。

## 外部連結
- - 台灣大百科全書 Encyclopedia of Taiwan （页面存档备份，存于）
- 一條根 金門縣農業試驗所 （页面存档备份，存于）